# Orthopristis
Orthopristis is een geslacht in de familie Haemulidae, orde Baarsachtigen (Perciformes).

## Soorten
- Orthopristis cantharinus Jenyns, 1840
- Orthopristis chalceus Günther, 1864
- Orthopristis chrysoptera Linnaeus, 1766 – Varkenvis
- Orthopristis forbesi Jordan & Starks in Gilbert, 1897
- Orthopristis lethopristis Jordan & Fesler, 1889
- Orthopristis poeyi Scudder, 1868
- Orthopristis reddingi Jordan & Richardson in Jordan, 1895
- Orthopristis ruber Cuvier, 1830